# 加萊比涅
51°23′24″N 32°35′2″E / 51.39000°N 32.58389°E
加萊比涅（烏克蘭語：Галайбине），是烏克蘭北部的村莊，隸屬切爾尼希夫州的尼任區。該村面積0.002平方公里，海拔高度124米，2006年該村落人口541。